# Jonas Sá
Jonas Sá (nascido Jonas de Sá Tapajós Santos, Rio de Janeiro, 29 de novembro de 1978) é um cantor, compositor e produtor de discos brasileiro.

## Biografia
Jonas nasceu em 29 de novembro de 1978, na cidade do Rio de Janeiro, filho do compositor, locutor e roteirista Rô Tapajós e da artista gráfica e cantora Tetê Sá. É irmão do guitarrista Pedro Sá.
Cercado de artistas por todos os lados, Jonas desenvolveu interesse pelas diversas formas de arte desde criança. Aos quatro anos lia e escrevia. Aos sete brincava com caixinhas falsas de chiclete  criadas pelo amigo dos pais Waltércio Caldas.
Aos nove anos, criava trilhas sonoras para seus filmes imaginários e aos 15 via seu pai criar trilhas para trabalhos de artistas como o fotógrafo Miguel Rio Branco.

## Carreira

### Artista
Em 2003, Jonas Sá lançou seu primeiro EP Beautiful Freak!! - The Demênça EP de forma independente. 
Em 2006 Jonas participou do disco Cê de Caetano Veloso cantando na faixa "O Herói".
No fim de dezembro de 2007, seu primeiro álbum "Anormal" é lançado pelo selo SLAP, braço independente da gravadora Som Livre, recebendo críticas positivas.
Em 2011, a convite de Arnaldo Antunes, participou do programa/show "Grêmio Recreativo" da MTV Brasil ao lado do próprio Arnaldo e também de Caetano Veloso e banda Cê, Augusto de Campos, Cid Campos, Péricles Cavalcanti, Léo Cavalcanti, Fernando Salém e Nina Becker.
Em 2012, Jonas Sá produziu e gravou seu segundo disco, BLAM! BLAM!, O disco foi lançado em abril de 2015 pelo selo Coqueiro Verde Records sendo bem recebido pela crítica. 
Em 2015 Jonas recebeu duas indicações ao Grammy Latino por BLAM! BLAM!: Melhor Disco Pop Contemporâneo Brasileiro e Melhor Projeto Gráfico. 
Em Junho de 2018 lançou PUBER. seu terceiro disco. O álbum ficou entre os melhores do ano em diversas listas como a da APCA e também Rolling Stone Brasil e os videos para "Aimoré" e "Puberdade" entre os melhores videoclipes segundo o site Hits Perdidos.

### Produtor de discos
Além de seu EP e seus dois discos, Jonas produziu o EP Mitologia do Kaos de Jorge Mautner(ao lado de Bartolo e Pedro Sá), as faixas "Nossa Bagdá" de Iara Rennó  e "Vida de Empreguete" (da novela Cheias de Charme).
Em 2014, produziu o disco Ava Patrya Yndia Yracema de Ava (banda), disco pelo qual foi amplamente elogiado tanto por seu papel como produtor como também por seus arranjos ao lado do saxofonista Daniel Vasques.  O disco rendeu a Ava prêmios como o APCA de artista revelação e o Prêmio Multishow também de "Revelação" e "Novo Hit" (pelo single "Você Não Vai Passar", canção de Negro Leo) e entrou em diversas listas de melhores discos de 2015.

## Discografia

### Beautiful Freak!! - The Demênça EP(2003)
Gravado em seu quarto, nos intervalos da confecção de Anormal, seu primeiro álbum, Beautiful Freak! é um EP de cinco músicas, todas com letras em broken english que falam da passagem do fim de um relacionamento para uma nova vida de solteiro. O EP, lançado de forma totalmente independente em uma edição do evento de poesia CEP 20.000, tem sonoridade lo-fi e suas canções misturam folk e eletrônica.

### Anormal(2007)
Jonas Sá começou a gravar seu primeiro disco, Anormal, em Junho de 2001 com produção dele mesmo e dos amigos Moreno Veloso e Bartolo . O trio gravou mais de 20 canções e, devido a agenda cheia dos produtores e da grande quantidade de instrumentos em cada faixa, o processo de gravação tardou seis anos . O disco foi lançado pelo SLAP, selo independente da gravadora Som Livre e recebeu excelentes críticas.

### BLAM! BLAM!(2015)
O segundo disco de Jonas Sá passou por várias etapas até chegar às lojas. O álbum foi produzido pelo próprio artista e gravado no estúdio RockIt! de Dado Villa-Lobos em 2012. É um trabalho conceitual, onde a linguagem de colagem conduz tanto as composições das canções (realizadas a partir de idéias fragmentadas gravadas no celular) como a estrutura faixas cheias de cortes abruptos e da mistura de diversos estilos musicais. As letras das canções contam histórias de sexo e violência e o canto de Jonas varia entre sua voz grave e um falsete que remete à cantores como Prince e Curtis Mayfield.  Em 2013 realizou-se com sucesso um crowdfunding para angariar fundos para pagar os custos do disco. Em 2014, Jonas assinou com o selo Coqueiro Verde Records para lançar BLAM! BLAM!; porém, já com os shows de lançamento marcados, para Junho do mesmo ano, artista e selo foram surpreendidos pela fábrica responsável pela confecção do CD que se negou a fabricar o disco. Segundo Jonas, a alegação da fábrica foi de que a arte teria conteúdo demasiado erótico e feria as regras da empresa. O artista não deu o braço à torcer e resolveu procurar outras fábricas ao invés de mudar a arte do disco. Outras duas fábricas declinaram o serviço e o problema só se resolveu quando Heloísa Aydar, dona do selo Pommello enviou o disco para a fábrica Ponto4 Digital, que topou fabricá-lo. Graças às negativas das fábricas anteriores, o disco só foi lançado em abril de 2015. As críticas novamente foram excelentes e o disco entrou em diversas listas de melhores discos de 2015, além de ser indicado à dois Grammy Latino. 

### PUBER.(2018)
Com o lançamento do single "Aimoré" pelo portal da Vice (revista), Jonas anunciou a chegada de seu terceiro álbum de estúdio, PUBER. para o dia 11 de maio de 2018 pelo Selo RISCO (data que depois mudaria para 11 de junho). O clipe, dirigido pelo artista visual e motion designer Julio Marcello, teve recepção muito favorável. A matéria da Noisey define "Aimoré" como um rito de passagem entre um trabalho que lança mão de programações (caso de BLAM! BLAM!) para um caminho mais orgânico. O site Miojo Indie deu destaque para o lançamento e definiu a canção como mais um passo para o "parcial ineditísmo de Jonas": "Contra todo e qualquer traço de previsibilidade, Jonas Sá parece fazer de cada novo álbum de estúdio a passagem para um registro marcado pelo parcial ineditismo dos temas.".
Em 18 de maio, o artista lançou seu segundo single "Puberdade", com clipe dirigido por Pedro Freire e co-dirigido pelo próprio Jonas. O lançamento foi feito com exclusividade pelo site da revista Rolling Stone que definiu o video como "psicodélico e contemplativo com devaneios do amadurecimento". O video faz uso de efeitos visuais práticos e digitais e narra a estória de um casal de adolescentes que invade uma fábrica abandonada pra viver uma lua de mel que acaba tendo resultados insólitos.
Dia 11 de junho o disco foi lançado pelo Selo RISCO em todas as plataformas digitais e também nas versões físicas em CD e edição luxuosa em vinil com discos transparentes e capa em gatefold com direção de arte da multi-artista Tetê Sá, foto de Dani Spadotto e colagem de Júlia Rocha, que assinou a arte de BLAM! BLAM!.

## Participações em outros projetos

### Como intérprete
Jonas Sá canta sua versão para o clássico "London Calling", da banda The Clash, na abertura do programa "Londres Assim" do canal GNT.
Jonas também defende uma versão ironicamente pesada e rápida de "Tédio", da banda Biquini Cavadão, na abertura do programa Tudo Pela Audiência do canal Multishow.
Jonas Sá interpreta a canção "Meu Namorado" de Chico Buarque e Edu Lobo na trilha sonora do filme O Grande Circo Místico (filme) de Cacá Diegues.

### Como compositor
Em seu segundo disco, Praia, Mariano Marovatto canta uma versão de "A Mutante", canção inédita de Jonas Sá. O disco também conta com "Botões", parceria dos dois.
No álbum Ava Patrya Yndia Yracema, a cantora Ava (banda) canta "O Jardim", canção de Jonas.
A Orquestra Imperial toca duas parcerias de Jonas com Rubinho Jacobina. "Dr Sabe Tudo" e "Salamaleque", essa última, gravada no disco de estreia da banda, tem co-autoria de Max Sette.
Em Estratosférica (2015), seu trigésimo sexto disco, Gal Costa gravou "Casca" canção de Jonas em parceria com Alberto Continentino.
Jonas compôs em parceria com Nina Becker para o disco dela Acrílico, as canções "Voo Razante" (música de trabalho do disco) e também "Grão de Sal" (essa também com Rubinho Jacobina da Orquestra Imperial).

## Trilhas sonoras
Jonas assina trilhas sonoras de diversos meios.
Já trabalhou em trilhas para artistas plásticos como Miguel Rio Branco,
Waltércio Caldas e o coletivo Opavivará.
Fez a trilha do curta-metragem "Chain" de Ana Costa Ribeiro e participou da trilha do Longa Reis e Ratos, de Mauro Lima, tocando vários synths e programação de bateria na versão de Thalma de Freitas da música homônima ao filme.
Com Domenico Lancellotti, participou do projeto "Nova Dramaturgia Brasileira" compondo e produzindo as trilhas das peças "Concerto para quatro vozes e alguma memória" (dirigido por Cristina Moura), "Cedo ou tarde tudo morre" (dirigido por Haroldo Rego) e "Terror" (dirigido por Pedro Brício).

### Trilhas sonoras pra TV
Jonas Sá é o compositor e produtor de diversas trilhas sonoras de televisão. Ele participou da identidade sonora de diversos canais tais como Multishow, Canal OFF e GNT. Além de on air's, Jonas assina diversas aberturas de programas dos canais Globosat.